# Basketball-Ozeanienmeisterschaft 2005
Die Basketball-Ozeanienmeisterschaft 2005, die 17. Basketball-Ozeanienmeisterschaft, fand zwischen dem 17. und 21. August 2005 in Auckland und Dunedin, Neuseeland statt, das zum elften Mal die Meisterschaft ausrichtete. Gewinner war Australien, das zum 15. Mal den Titel erringen konnte. In der Serie konnte Neuseeland mit 3:0 Siegen geschlagen werden. 

## Teilnehmende Mannschaften
Australien
| Nummer | Position | Name             | Geburtsdatum | Größe      |
| ------ | -------- | ---------------- | ------------ | ---------- |
| 4      |          | Pero Vasiljevic  | 21.02.1978   |            |
| 5      |          | Jacob Holmes     | 14.08.1983   | 1,98 Meter |
| 6      | F        | Brad Newley      | 18.02.1985   | 1,99 Meter |
| 7      |          | Peter Crawford   | 06.11.1979   | 1,93 Meter |
| 7      | PF       | Alex Loughton    | 03.05.1983   | 2,06 Meter |
| 8      |          | Brad Davidson    | 17.05.1974   |            |
| 9      | PG       | C.J. Bruton      | 13.12.1975   | 1,88 Meter |
| 10     | G/F      | Jason Smith      | 20.10.1974   | 1,94 Meter |
| 11     |          | Mark Worthington | 08.06.1983   | 2,02 Meter |
| 12     | F        | Glen Saville     | 17.01.1976   | 1,99 Meter |
| 13     | C        | David Andersen   | 23.06.1980   | 2,10 Meter |
| 14     | F        | Matt Nielsen     | 03.02.1978   | 2,08 Meter |
| 15     | C        | Wade Helliwell   | 10.05.1978   | 2,12 Meter |

 Neuseeland
| Nummer | Position | Name                   | Geburtsdatum | Größe      |
| ------ | -------- | ---------------------- | ------------ | ---------- |
| 4      | G        | Mark Dickel            | 21.12.1976   | 1,87 Meter |
| 5      | SG       | Aaron Olson            | 11.05.1978   | 1,95 Meter |
| 6      | G        | Kirk Penney            | 23.11.1980   | 1,96 Meter |
| 7      |          | Brent Gilbert Charlton | 11.04.1982   |            |
| 7      |          | Michael George Homik   | 06.07.1978   |            |
| 8      | SG       | Phill Jones            | 25.01.1974   | 1,97 Meter |
| 9      |          | Lindsay Tait           | 08.01.1982   | 1,90 Meter |
| 10     | F        | Dillon Boucher         | 27.12.1975   | 1,95 Meter |
| 11     | SF       | Pero Cameron           | 05.06.1974   | 2,00 Meter |
| 12     |          | Mika Vukona            | 13.05.1982   | 1,93 Meter |
| 13     | C        | Edward Frank Book      | 23.09.1970   | 2,10 Meter |
| 14     | PF       | Craig Bradshaw         | 28.07.1983   | 2,08 Meter |
| 15     | C        | Tony Rampton           | 30.05.1976   | 2,13 Meter |

## Modus
Gespielt wurde in Form einer Best-of-Three Serie. Die Mannschaft, die zuerst zwei Siege erringen konnte, wurde Basketball-Ozeanienmeister 2005.

## Ergebnisse
| 17. August 2005 19:30 | Bericht | Neuseeland | 69 – 82 | Australien                                                                           | Auckland |
| 17. August 2005 19:30 | Bericht | Punkte pro Viertel: 15 : 17, 16 : 25, 20 : 16, 18 : 24                                                                       |         |                                                                                      | Auckland |
| 17. August 2005 19:30 | Bericht | Punkte: Aaron Olson, Phill Jones 14 Rebounds: Pero Cameron, Phill Jones, Tony Rampton 5 Assists: Pero Cameron, Mark Dickel 4 |         | Punkte: C.J. Bruton 25 Rebounds: Matt Nielsen, Glen Saville 8 Assists: C.J. Bruton 6 | Auckland |
| 17. August 2005 19:30 | Bericht | |         |                                                                                      | Auckland |

| 20. August 2005 15:00 | Bericht | Australien                                                                | 82 – 71 | Neuseeland                                                                  | Auckland |
| 20. August 2005 15:00 | Bericht | Punkte pro Viertel: 18 : 20, 16 : 9, 23 : 18, 25 : 24                     |         |                                                                             | Auckland |
| 20. August 2005 15:00 | Bericht | Punkte: Glen Saville 20 Rebounds: Matt Nielsen 10 Assists: Matt Nielsen 6 |         | Punkte: Pero Cameron 16 Rebounds: Dillon Boucher 10 Assists: Tony Rampton 4 | Auckland |
| 20. August 2005 15:00 | Bericht |                                                                           |         |                                                                             | Auckland |

| 21. August 2005 15:00 | Bericht | Neuseeland                                                             | 80 – 91 | Australien                                                                                 | Dunedin |
| 21. August 2005 15:00 | Bericht | Punkte pro Viertel: 17 : 12, 22 : 22, 16 : 30, 25 : 27                 |         |                                                                                            | Dunedin |
| 21. August 2005 15:00 | Bericht | Punkte: Phill Jones 16 Rebounds: Tony Rampton 8 Assists: Mark Dickel 5 |         | Punkte: David Andersen, Brad Newley 22 Rebounds: David Andersen 6 Assists: Brad Davidson 6 | Dunedin |
| 21. August 2005 15:00 | Bericht |                                                                        |         |                                                                                            | Dunedin |

| Australien         |
| Meister Australien |
| 15. Meisterschaft  |

## Statistiken

### Individuelle Statistiken

#### Punkte
| Gesamt | Gesamt         | Gesamt | pro Spiel | pro Spiel      | pro Spiel    |
| Platz  | Name           | Anzahl | Platz     | Name           | Durchschnitt |
| ------ | -------------- | ------ | --------- | -------------- | ------------ |
| 1      | Phill Jones    | 42     | 1         | C.J. Bruton    | 20,5         |
| 2      | David Andersen | 41     | 2         | Glen Saville   | 16,0         |
|        | C.J. Bruton    | 41     | 3         | Phill Jones    | 14,0         |
|        | Pero Cameron   | 41     | 4         | David Andersen | 13,7         |
| 3      | Matt Nielsen   | 37     |           | Pero Cameron   | 13,7         |

#### Rebounds
| Gesamt | Gesamt         | Gesamt | pro Spiel | pro Spiel      | pro Spiel    |
| Platz  | Name           | Anzahl | Platz     | Name           | Durchschnitt |
| ------ | -------------- | ------ | --------- | -------------- | ------------ |
| 1      | Tony Rampton   | 22     | 1         | Matt Nielsen   | 9,0          |
| 2      | Wade Helliwell | 18     | 2         | Tony Rampton   | 7,3          |
|        | Matt Nielsen   | 18     | 3         | Wade Helliwell | 6,0          |
| 3      | Dillon Boucher | 15     | 4         | Glen Saville   | 5,5          |
|        | Pero Cameron   | 15     | 5         | Dillon Boucher | 5,0          |

#### Assists
| Gesamt | Gesamt        | Gesamt | pro Spiel | pro Spiel     | pro Spiel    |
| Platz  | Name          | Anzahl | Platz     | Name          | Durchschnitt |
| ------ | ------------- | ------ | --------- | ------------- | ------------ |
| 1      | Mark Dickel   | 12     | 1         | C.J. Bruton   | 4,5          |
| 2      | C.J. Bruton   | 9      | 2         | Mark Dickel   | 4,0          |
|        | Brad Davidson | 9      | 3         | Matt Nielsen  | 3,5          |
| 3      | Pero Cameron  | 8      | 4         | Brad Davidson | 3,0          |
| 4      | Matt Nielsen  | 7      |           | Glen Saville  | 3,0          |

#### Blocks
| Gesamt | Gesamt         | Gesamt | pro Spiel | pro Spiel      | pro Spiel    |
| Platz  | Name           | Anzahl | Platz     | Name           | Durchschnitt |
| ------ | -------------- | ------ | --------- | -------------- | ------------ |
| 1      | Wade Helliwell | 5      | 1         | Wade Helliwell | 1,7          |
| 2      | Dillon Boucher | 3      | 2         | Dillon Boucher | 1,0          |
|        | Tony Rampton   | 3      |           | Tony Rampton   | 1,0          |
| 3      | Matt Nielsen   | 2      |           | Matt Nielsen   | 1,0          |
| 4      | Glen Saville   | 1      | 3         | Glen Saville   | 0,5          |

#### Steals
| Gesamt | Gesamt         | Gesamt | pro Spiel | pro Spiel      | pro Spiel    |
| Platz  | Name           | Anzahl | Platz     | Name           | Durchschnitt |
| ------ | -------------- | ------ | --------- | -------------- | ------------ |
| 1      | Dillon Boucher | 12     | 1         | Dillon Boucher | 4,0          |
| 2      | Pero Cameron   | 6      | 2         | Pero Cameron   | 2,0          |
| 3      | Phill Jones    | 5      |           | Matt Nielsen   | 2,0          |
| 4      | Matt Nielsen   | 4      | 3         | Phill Jones    | 1,7          |
|        | Aaron Olson    | 4      | 4         | Aaron Olson    | 1,3          |

### Kollektive Statistiken

#### Punkte
| Gesamt | Gesamt     | Gesamt | pro Spiel | pro Spiel  | pro Spiel    |
| Platz  | Name       | Anzahl | Platz     | Name       | Durchschnitt |
| ------ | ---------- | ------ | --------- | ---------- | ------------ |
| 1      | Australien | 255    | 1         | Australien | 85,0         |
| 2      | Neuseeland | 220    | 2         | Neuseeland | 73,3         |

#### Rebounds
| Gesamt | Gesamt     | Gesamt | pro Spiel | pro Spiel  | pro Spiel    |
| Platz  | Name       | Anzahl | Platz     | Name       | Durchschnitt |
| ------ | ---------- | ------ | --------- | ---------- | ------------ |
| 1      | Australien | 105    | 1         | Australien | 35,0         |
| 2      | Neuseeland | 103    | 2         | Neuseeland | 34,3         |

#### Assists
| Gesamt | Gesamt     | Gesamt | pro Spiel | pro Spiel  | pro Spiel    |
| Platz  | Name       | Anzahl | Platz     | Name       | Durchschnitt |
| ------ | ---------- | ------ | --------- | ---------- | ------------ |
| 1      | Neuseeland | 48     | 1         | Neuseeland | 16,0         |
| 2      | Australien | 45     | 2         | Australien | 15,0         |

#### Blocks
| Gesamt | Gesamt     | Gesamt | pro Spiel | pro Spiel  | pro Spiel    |
| Platz  | Name       | Anzahl | Platz     | Name       | Durchschnitt |
| ------ | ---------- | ------ | --------- | ---------- | ------------ |
| 1      | Australien | 11     | 1         | Australien | 3,7          |
| 2      | Neuseeland | 8      | 2         | Neuseeland | 2,7          |

#### Steals
| Gesamt | Gesamt     | Gesamt | pro Spiel | pro Spiel  | pro Spiel    |
| Platz  | Name       | Anzahl | Platz     | Name       | Durchschnitt |
| ------ | ---------- | ------ | --------- | ---------- | ------------ |
| 1      | Neuseeland | 34     | 1         | Neuseeland | 11,3         |
| 2      | Australien | 23     | 2         | Australien | 7,7          |

## Abschlussplatzierung
| Rang | Mannschaft |
| ---- | ---------- |
| 1    | Australien |
| 2    | Neuseeland |

Australien qualifizierte sich durch den 3:0-Erfolg für die Basketball-Weltmeisterschaft 2006 in Japan.